# Oxytropis submutica
Oxytropis submutica är en ärtväxtart som beskrevs av Aleksandr Andrejevitj Bunge. Oxytropis submutica ingår i släktet klovedlar, och familjen ärtväxter. Inga underarter finns listade i Catalogue of Life.